# ميكوشي

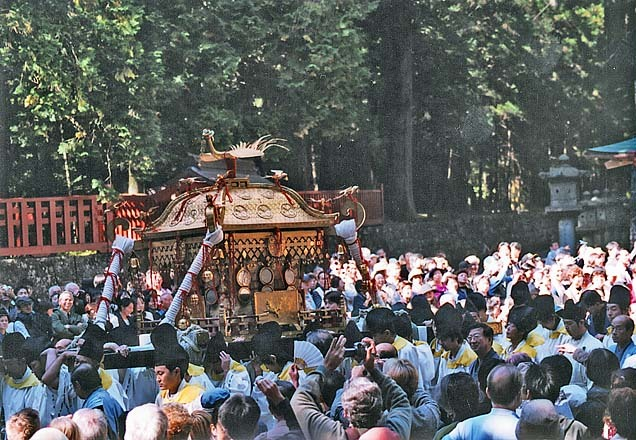
هذا يكرس ميكوشي توكوغاوا إياسو في مزار ضريح توشوغو في نيكو

الميكوشي (باليابانية: 神輿) هي مِحفة دينية مقدسة (تترجم أيضا بالمزار الشنتوي المتنقل). يعتقد أتباع الشنتو أنها بمثابة وسيلة لنقل الإله في اليابان أثناء التنقل بين الضريح الرئيسي وضريح مؤقت خلال مهرجان أو عند الانتقال إلى ضريح جديد. في كثير من الأحيان، يشبه الميكوشي مبنى مصغر، مع أعمدة وجدران وسقف وشرفة ودرابزين.

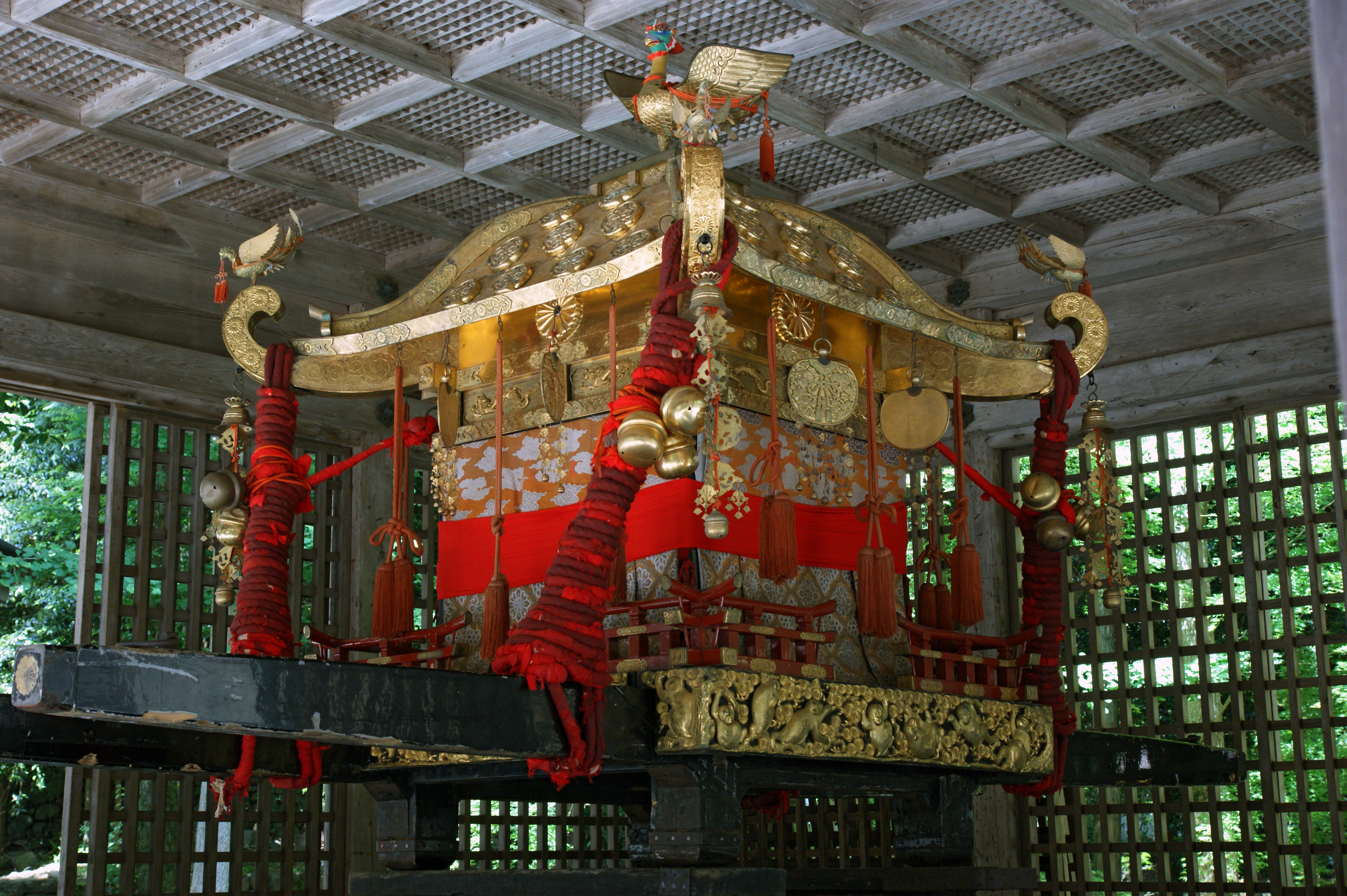
ميكوشي من هيوشي تيشا.

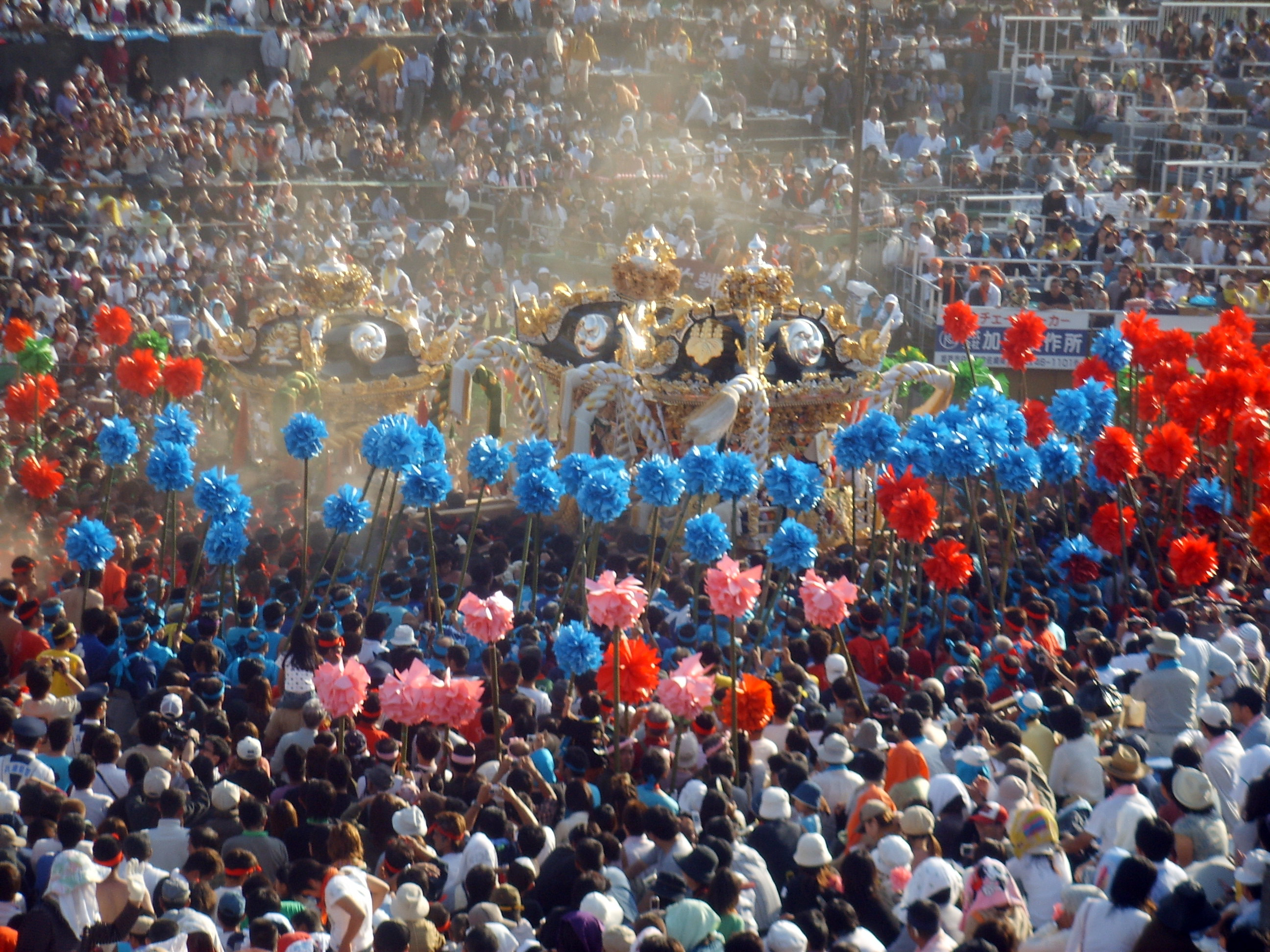
ميكوشي في نادا نو كينكا ماتسوري في هيميجي.

غالبا ما تنطق/تكتب البادئة الشرفية اليابانية أُو (お O-) قبل الكلمة لتصبح أوميكوشي (お神輿).

## الأشكال

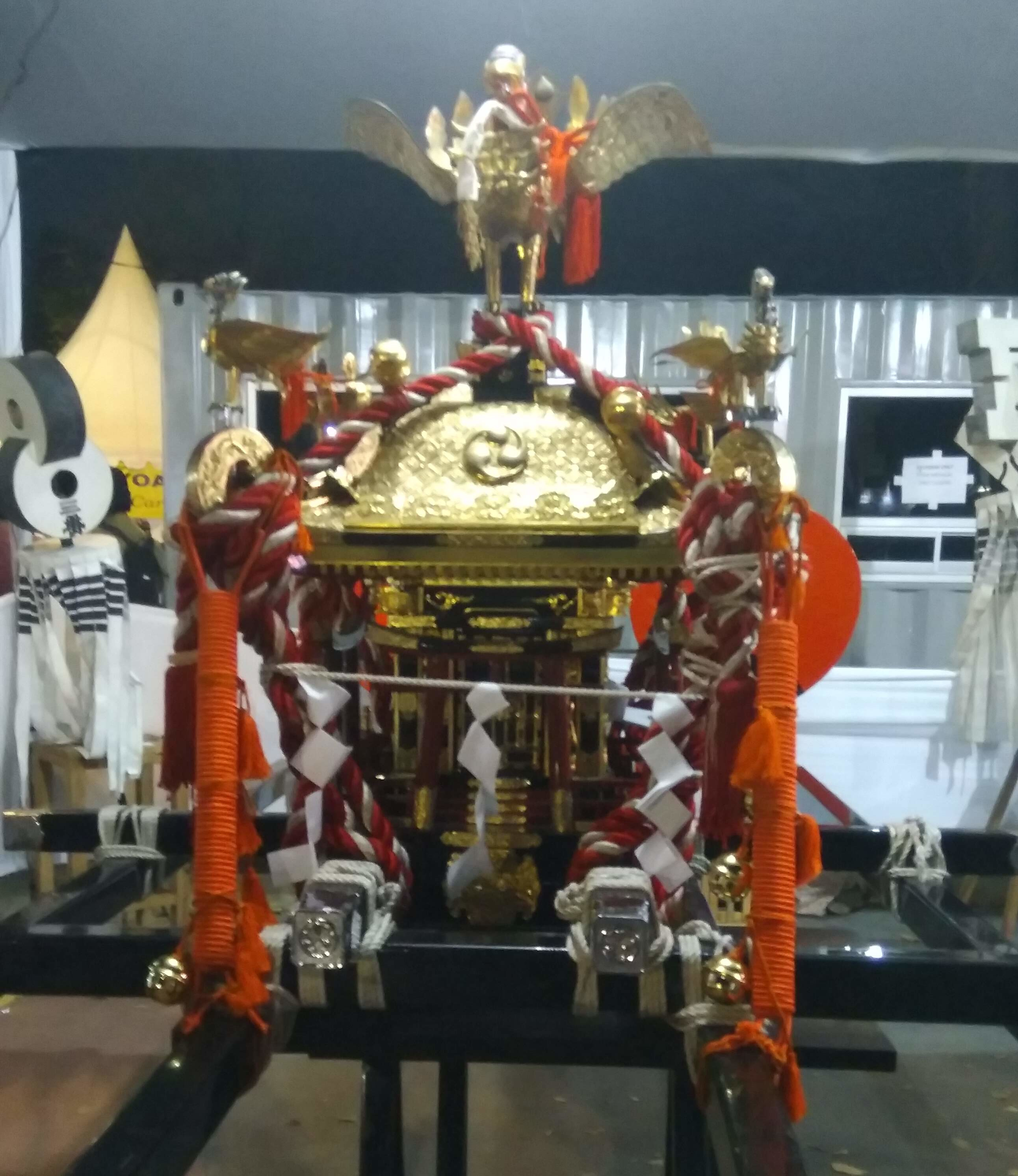
ميكوشي في مهرجان جاك اليابان سنة 2018.

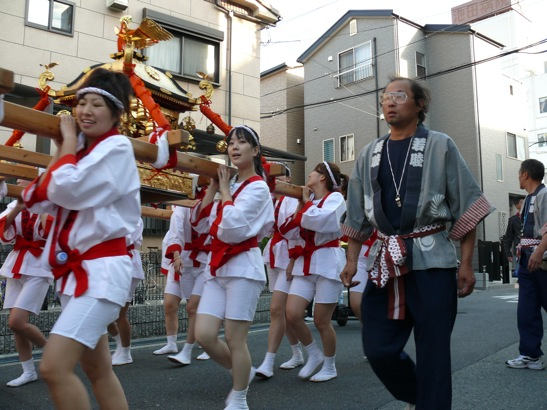
ميكوشي تحملها النساء

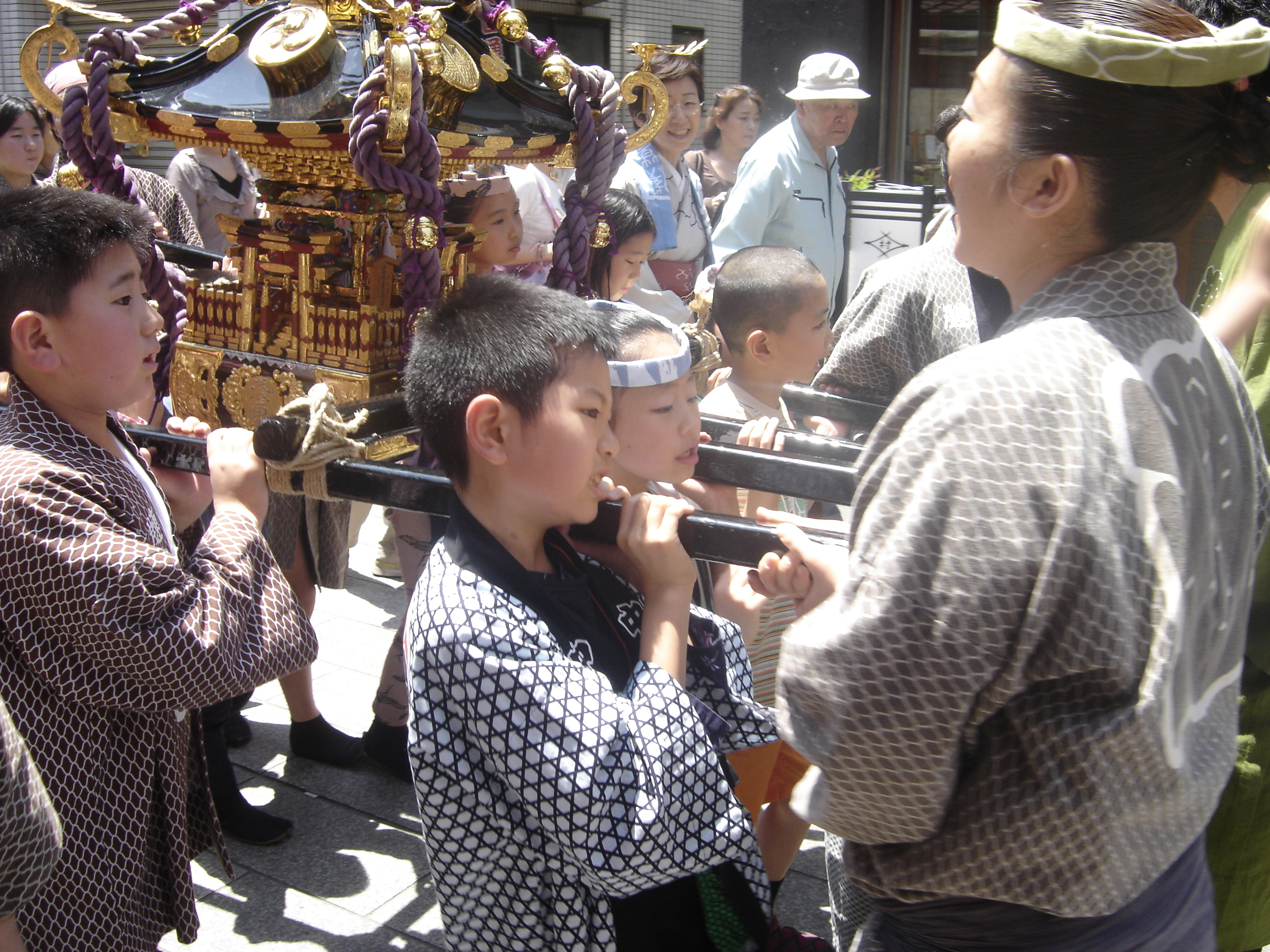
أطفال ميكوشي (سانجا ماتسوري)

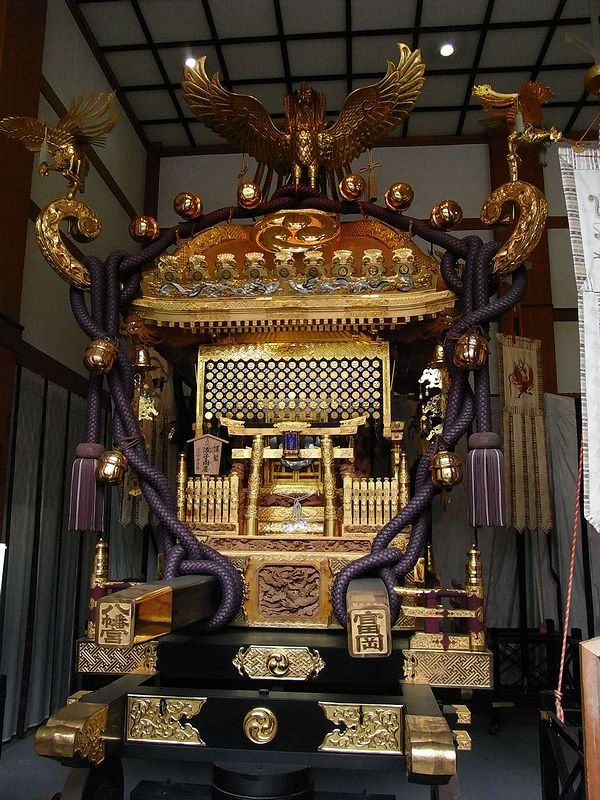
أكبر ميكوشي في اليابان (ضريح توموكا هاتشيمان)

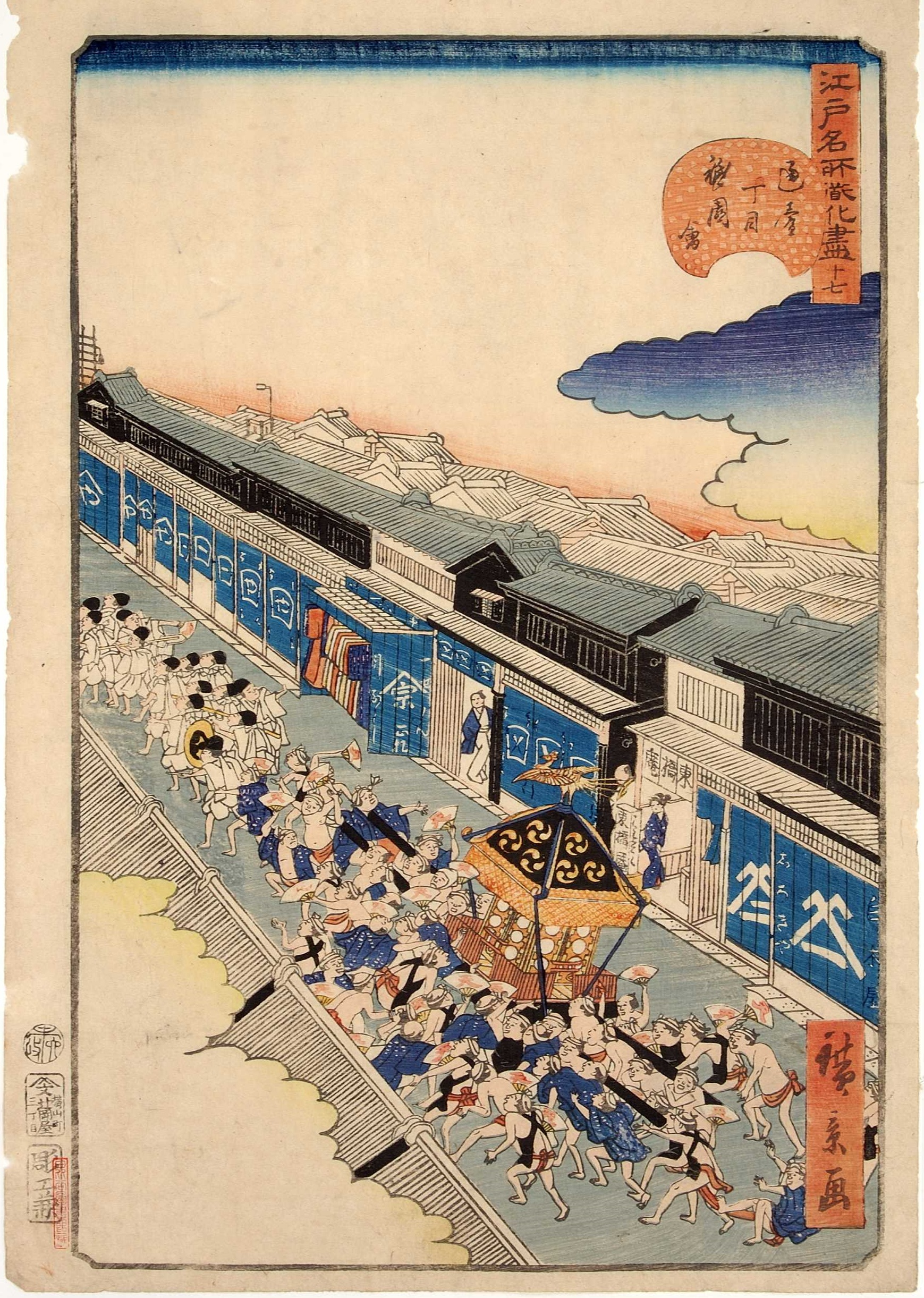
أوتاجاوا هيروكاجي

الأشكال النموذجية هي المستطيلات والسداسيات والأوكتاجون. عادة ما يكون الجسم، الذي يقف على عمودين أو أربعة أعمدة (للحمل)، مزينًا ببذخ، وقد يحمل السقف نحتًا لطائر الفينيق.

## خلال المهرجان
خلال ماتسوري (مهرجان ياباني) الذي يتضمن ميكوشي، يقوم الناس بحملها على أكتافهم عن طريق عمودين أو أربعة (ونادرا في بعض الأحيان ستة). حيث يحضرون الميكوشي من المزار، ويحملونها حول الأحياء التي تمجّده، وفي كثير من الحالات يتركونها لفترة في منطقة مخصصة، على صخور تسمى أوما (حصان) قبل إعادتها إلى المزار. بعض المزارات لها عادة غمس الميكوشي في مياه بحيرة أو نهر أو محيط قريب (وتسمى هذه الممارسة أو-هاماوْري). وفي بعض المهرجانات، يقوم الأشخاص الذين يحملون الميكوشي بتلويحها من جانب إلى آخر «لتسلية» الإله (كامي) بالداخل.

## روابط خارجية
- ميكوشي صور مزار شنتو (النسخة الإنجليزية)
- مهرجان ميكوشي
- شينيو، في موسوعة شينتو من قبل جامعة كوكوجاكوين